# Чистопольский сельсовет (Красноярский край)
Чисто́польский сельсове́т — муниципальное образование (сельское поселение) в Балахтинском районе Красноярского края.
Административный центр — посёлок Чистое Поле.

## География
Чистопольский сельсовет находится юго-западнее районного центра. Удалённость административного центра сельсовета — посёлка Чистое Поле от районного центра — посёлка Балахта составляет 40 км.

## История
Чистопольский сельсовет наделён статусом сельского поселения в 2005 году.

## Население
| 2010  | 2012  | 2013  | 2014  | 2015  | 2016  | 2017  |
| ----- | ----- | ----- | ----- | ----- | ----- | ----- |
| 1489  | ↘1458 | ↗1538 | ↗1572 | ↘1565 | ↘1560 | ↘1535 |
| 2018  | 2019  | 2020  | 2021  |       |       |       |
| ↘1505 | ↘1493 | ↘1455 | ↘1448 |       |       |       |

Гендерный состав
По данным переписи 2010 года 707 мужчин и 782 женщины из 1489 человек.

## Состав сельского поселения
В состав сельского поселения входят 5 населённых пунктов:
| № | Населённый пункт | Тип населённого пункта          | Население |
| - | ---------------- | ------------------------------- | --------- |
| 1 | Вольный          | посёлок                         | ↘97       |
| 2 | Ильтюково        | деревня                         | ↘149      |
| 3 | Перово           | деревня                         | ↘0        |
| 4 | Чистое Поле      | посёлок, административный центр | ↘1066     |
| 5 | Якушево          | деревня                         | ↘177      |